# Forgách Károly
Ghymesi és gácsi gróf Forgách Károly (Mödling, 1825. szeptember 4. – Gímes, 1911. március 22.) vadgazda és vadászati szakíró, főrendiházi tag, valóságos belső titkos tanácsos, nagybirtokos.

## Családja és származása
Az ősrégi nemesi származású Forgách család sarja. Id. gróf Forgách Károly (1780–1859), nagybirtokos, a ghymesi majorátus haszonélvezője és báró Walterskirchen Filippina gyermeke. Az apai nagyszülei ghymesi és gácsi gróf Forgách József (1750–1813), nagybirtokos és szlavniczai Sándor Julianna (1759–1832) voltak. Az anyai nagyszülei báró Johann Georg von Walterskirchen (1751–1811), és perényi báró Perényi Eleonóra (1763–1843) voltak.

## Élete
Alapiskoláit magánúton végezte, majd a nyitrai piaristáknál érettségizett. Ezután jogot végzett a győri akadémián. Érdeklődése a természettudományok felé irányult, ezért beiratkozott a Bécsi Egyetemre, ahol a természetrajzon kívül fizikát is hallgatott. Angliai tanulmányúton vett részt, a szabadságharc kitörése Londonban érte, ahonnan csak a fegyverletétel után, 1849-ben Anglia modern gazdasági ismereteivel tért haza.
Apja betegsége és a szabadságharc utáni állapotok miatt gazdaságuk elhanyagolva fogadta. 1850-ben vette át a hitbizományi majorátus kezelését és gazdasága rendezését. Ekkoriban csak 25 őz és az Eremitázs nevű erdészlak mellett egy 200 hektáros vadaskertben mintegy 40-50 dám tenyészett. Vadászszenvedélyét apjától örökölte, és minden igyekezetét vadállománya gyarapítására fordította.
Beutazta Spanyolországot és Portugáliát (1859) Olasz-, Német-, Franciaországot és Angliát, meglátogatta a párizsi, a londoni és a bécsi világkiállítást. Madártani megfigyeléseket folytatott a Vág menti mocsarakban Gútán, a Titelnél található ősmocsarakban és a Bácskában. Többször megfordult a Magas-Tátrában zergevadászatokon. Részt vett több afrikai expedícióban is, 1857-ben Algírban, majd Tuniszban a Szaharában, 1859-ben Tangerben és Marokkóban. 1869-ben Konstantinápolyba látogatott el, onnan Egyiptomba ment és a Níluson Asszuánig hajózott. Innen már betegen tért haza, s „trópusi” betegsége (valószínűleg malária) végigkísérte egész életét. Ennek következményeként zárkózottá és otthonülővé vált.
5500 hektáros gazdasága gyarapításával is foglalkozott. Különös figyelmet szentelt a vadtelepítéseknek. 1850-ben 14 dámot bocsátott szabadon tribecsi pagonyában, mintegy benépesítendő e hegységet, amelyben abban az időben nagyvad már nem tenyészett. Ezért úgy határozott, hogy pagonyába szarvast is telepít. 1862-ben a ghymesi Várhegy alatt létesített egy 1000 hektáros vadaskertet, amelybe beengedett egy németországi vadaskertből származó 16 szarvastehenet és 6 bikát. Miután a vad megfelelően meghonosodott és elszaporodott, 1878-ban 45 tehenet és 16 bikát bocsátott szabadon. Ezt a Forgách-féle kezdeményezést tekinthetjük a magyarországi szarvastelepítések első kísérletének. A 19. századi vadtelepítések egyik elindítója, többek között 1868-1869-től a muflontelepítés úttörője. 1868-1871-ben a frankfurti és brüsszeli állatkertekből szerzett be 9 egyedet, amelyeket egy szoktató vadaskertbe helyezett el, majd meghonosodásuk után egy 700 hektáros vadaskertbe terelték őket. Az évek folyamán a vad itt elszaporodott, s úgy határozott, hogy a szaporulat egy részét szabadon bocsátja pagonyában. Ez 1883. május 10-én történt meg, amikor is 100 muflon elsőként jelent meg a szabad természetben az európai szárazföldön.
A ghymesi uradalmában lőtt, a 20. század elején a múzeumnak adományozott, 3438 darabból álló értékes trófeagyűjteményéből összesen 96 trófea maradt csak meg a Magyar Mezőgazdasági Múzeum Vadászati Gyűjteményében, mivel azt 1938-ban leselejtezték. Lehetővé tette a diplomatikai kutatásokat a családi levéltárban. 1863-ban a Magyar Nemzeti Múzeumnak kőkorszaki régészeti emlékeket adományozott. Aktívan bekapcsolódott Nyitra vármegye társadalmi életébe is, a megyei társasvadászatok állandó vendége volt. Politikai vagy közéleti szerepet azonban soha nem vállalt. 1865-ben a Nyitramegyei Gazdasági Egyesület igazgató választmányának póttagja volt. 1894-től a Magyar Ornithologiai Központ levelező, 1897-től tiszteleti tagja. A Nemzeti Kaszinó tagja volt. 1891-ben a nyitramegyei vöröskeresztegylet elnökévé választatott meg. Származásából kifolyólag, a főrendiház örökös tagja. 1895-ben valóságos belső titkos tanácsosi méltóságot nyert.
Sohasem nősült meg, ideje java részét gazdasága és vadállománya gondozásának és irodalmi tevékenységének szentelte. Birtokait a Dunántúlon élő unokaöccse örökölte, aki a gímesi kastélyt kiüríttette, és a birtokot részben bérbe adta, részben alkalmazottaira bízta. Ennek következtében az egész birtok, főként a vadgazdaság kezdett leépülni, amire végül az 1918-ban bekövetkezett csehszlovák államfordulat tett pontot.

## Emléke
- 2000 kétnyelvű (szlovák–magyar) emléktábla a gímesi Várhegy alatt

## Művei
- 1858 Utazási vázlatok Saharából. Magyarhoni Természetbarát. Nyitra.
- 1860 Vázlatok saharai vadászéletemből. Vadász és Versenylap.
- 1863 Vázlatok saharai vadászéletemből. Hazai s külföldi Vadászrajzok. (szerk. Bérczy Károly, Pest)
- 1863 Afrikai uti naplójából. Koszorú.
- 1871 Vaddisznók két különös vaczka. Vadász és Versenylap.
- 1890 18-jährige Beobachtungen über die Ankunft einiger Zugvögel im Frühjahre auf der Herrschaft Ghymes in Ungarn. Ornithologisches Jahrbuch I.
- 1902 Egy öreg vadász ornithologiai emlékei. Aquila 9, 209-217.
- 1902 A madarak megfogyatkozása. Aquila 9, 226-227.
- 1903 Ciconia ciconia (L.). Korai átvonulás. Aquila 10, 261.